# Younger Now
Younger Now este al saselea album al cantarete Americane Miley Cyrus. A fost scos pe 29 Septembrie 2017 de RCA Records. Cyrus a inceput sa planifice o promovare comerciala a noului album Younger Now care a fost scris si produs in intregime de Cyrus and Oren Yoel, cu care a colaborat in ultimele 2 albume. 
Younger Now a primit in general diferite parereri de la criticii muzicali, care au simtit ca linia melodica si versurile au fost cam simple. A debutat pe locul 5 in topul   Billboard 200. Cele 2 single-uri realizate sunt  "Malibu" si piesa cu numele albumului Younger Now. Malibu a fost certificat 2x platina de catre Recording Industry Association of America (RIAA) si a atins numerul 10 in topul Hot 100 Billboard